# Sommerdag ved Roskilde Fjord
Sommerdag ved Roskilde Fjord är en dansk oljemålning av Lauritz Andersen Ring från 1900.
Sommerdag ved Roskilde Fjord är ett huvudverk i 1900-talets danska konsthistoria. Målningen visar i förgrunden ett kuperat grönt landskap och ett våtområde med Roskildefjorden i bakgrunden. På fjorden syns en grupp med tre fiskebåtar, på vilka finns master som ser ut som korsen på Golgata. 
Målningen hänger på Randers Kunstmuseum  och ingår i Danmarks kulturkanon